# Елітний загін
Елітний загін (англ. Extreme Justice) — американський бойовик 1993 року.

## Сюжет
Поліцейський Лос-Анджелеса Джефф Пауерс стає членом секретного загону, який знищує злочинців, яких не можна зупинити законним шляхом. Джефф дізнається, про те що керівництво загону, знаючи про злочин, спокійно дає йому здійснитися, після чого бере правосуддя у свої руки і вбиває злочинців. Поступово Джефф починає усвідомлювати, що в такій поведінці не все узгоджується з його совістю і моральними переконаннями. Він розповідає свої думки керівнику загону Дену Вону, але той нічого не хоче слухати. Коли Ден під час чергового рейду холоднокровно вбиває одного з бандитів, Джефф вирішує самотужки покласти край діяльності загону.

## У ролях
| Актор                  | Роль                 |
| ---------------------- | -------------------- |
| Лу Даймонд Філліпс     | Джефф Пауерс         |
| Скотт Гленн            | Ден Вон              |
| Челсі Філд             | Келлі Деніелс        |
| Яфет Котто             | Ларсон               |
| Ендрю Дівофф           | Енджел               |
| Річард Гроув           | Майк Ллойд           |
| Вільям Лаккінг         | Кьюсак               |
| Л. Скотт Колдуелл      | лейтенант Девлін     |
| Ларрі Голт             | Різ                  |
| Деніел Квінн           | Боббі Льюїс          |
| Томас Розалес молодший | Чавес                |
| Ед Фріас               | Луїс Еррера          |
| Джей Арлен Джонс       | Неш                  |
| Адам Гиффорд           | Шпеєр                |
| Джофрі С. Браун        | Вінс                 |
| Річард Аллен           | член ради Сміт       |
| Пол Бен-Віктор         | член ради Джо Тейлор |
| Стівен Рут             | Макс Альварес        |
| Соня Лопес             | Роза Родрігес        |
| Емі Мур Девіс          | Мері Бейнс           |
| Ед Лотер               | капітан Шафер        |